# Karlstor (Karlsruhe)

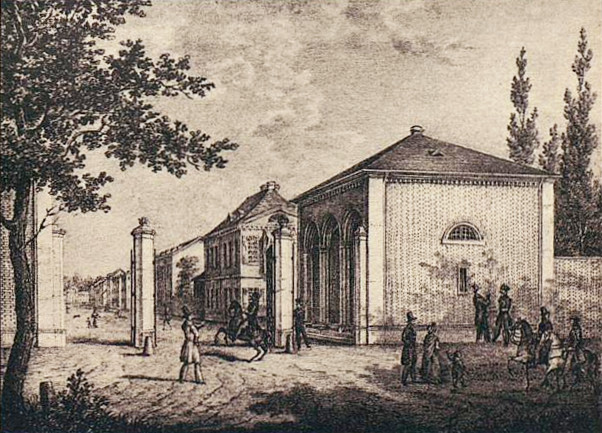
Das Karlstor im 19. Jahrhundert

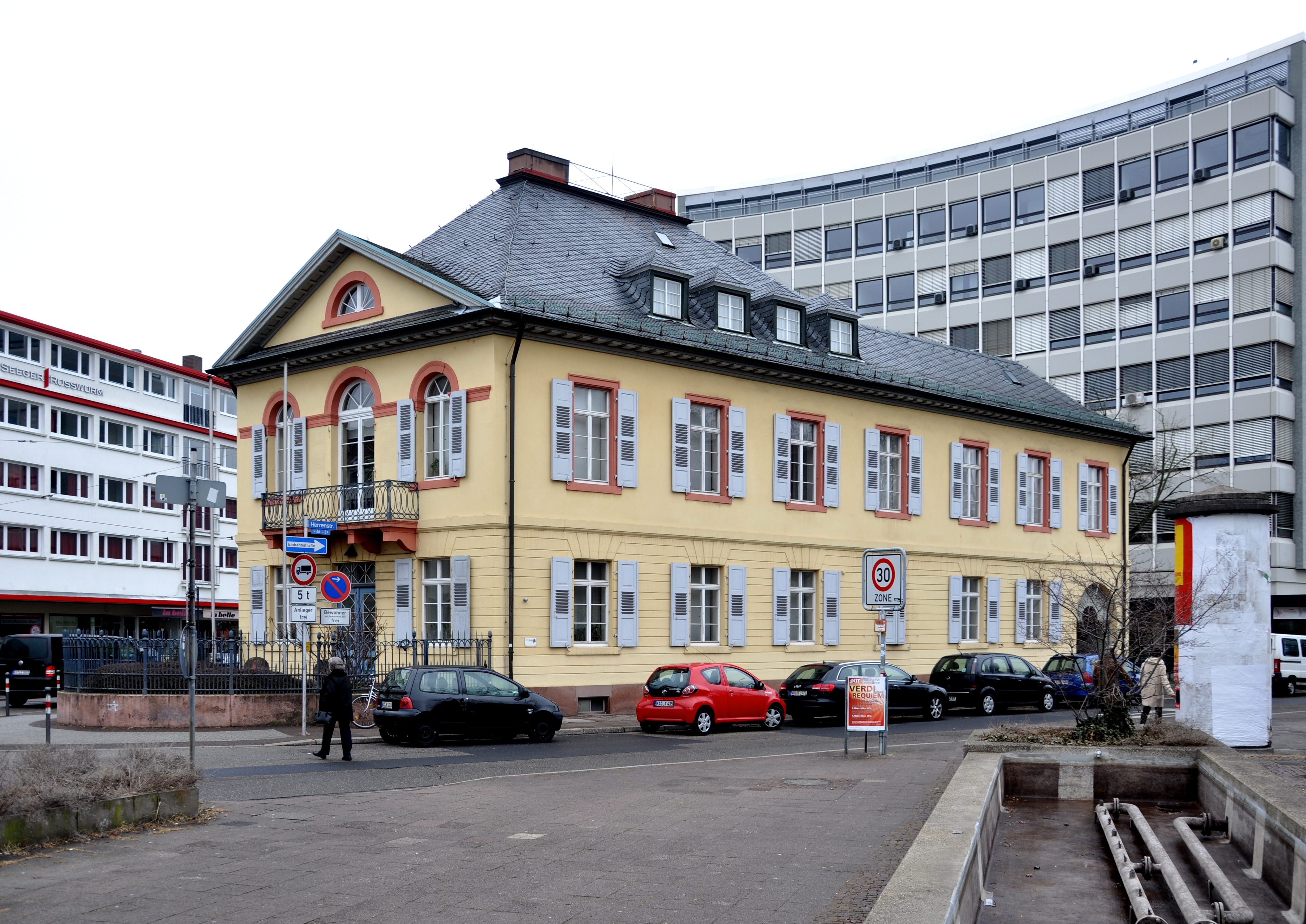
Haus Weltzien am Karlstor

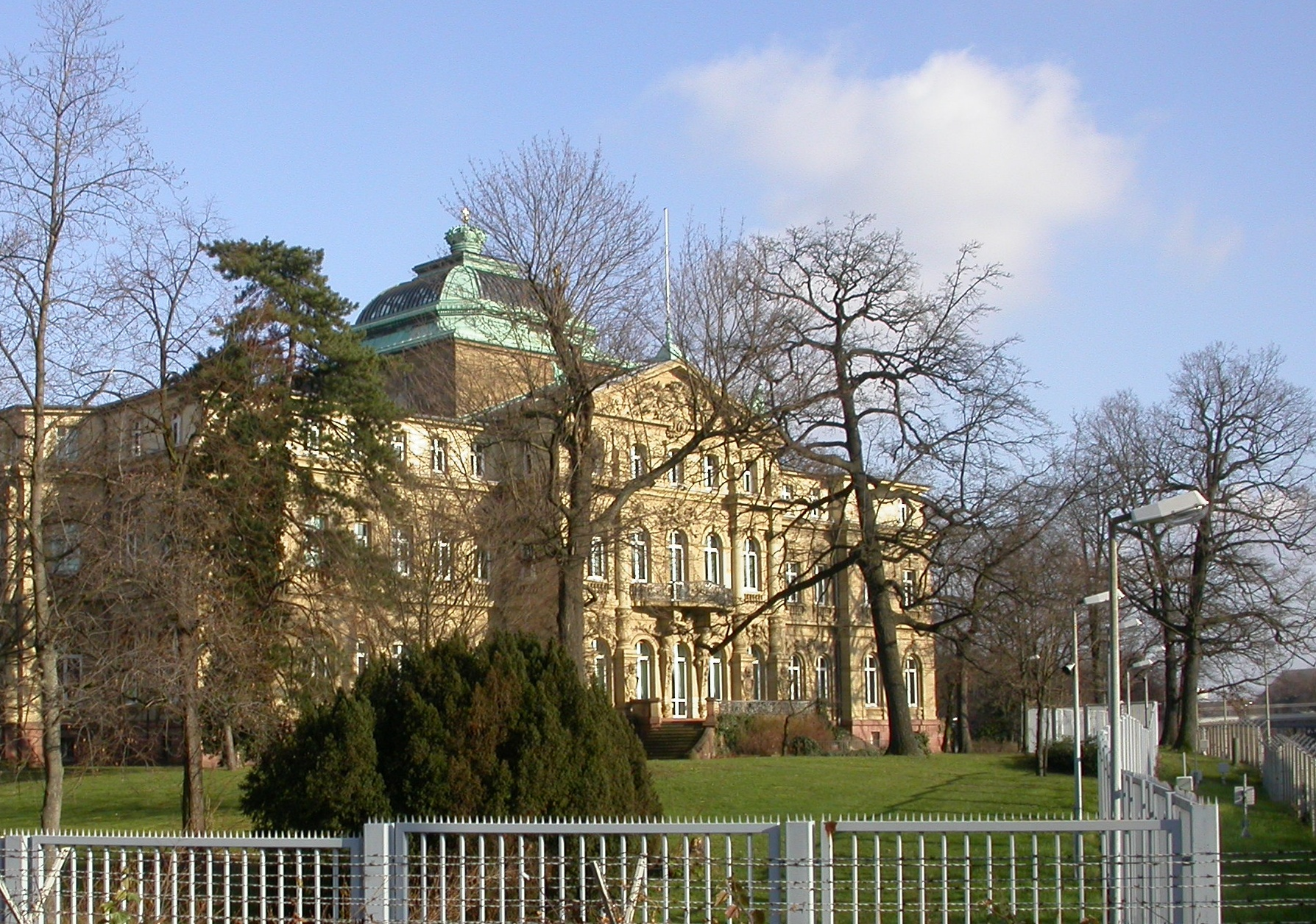
Blick vom Karlstor zum BGH

Das Karlstor (ⓘ) ist ein zentraler Platz in der Innenstadt von Karlsruhe und einer der Plätze, an dem eines der ehemaligen Stadttore stand. Die Gebäude am Karlstor wurden von dem Architekten und Baudirektor Heinrich Hübsch gestaltet. Das Tor wurde nach Großherzog Karl Friedrich benannt.

## Geschichte
Das Karlstor war eines von ehemals sechs Stadttoren und wurde in den Jahren 1828 bis 1830 erbaut. Es bestand aus einem Gitterbogen und zwei Wachhäuschen im Stil des Historismus. Das Karlstor bestand in seiner Funktion bis zum Jahr 1912. Der Abbruch der Toranlage erfolgte 1873. Eines der Wachhäuschen wurde 1912 entfernt. Das östliche Wachhäuschen blieb bis zum Jahr 1967 bestehen und wurde als Kiosk genutzt. Im Rahmen größerer städtebaulicher Umbaumaßnahmen an der angrenzenden Kriegsstraße wurde auch dieses schließlich zerstört. An der Stelle befindet sich heute ein Brunnen. Am Karlstor befindet sich das Haus Weltzien von Friedrich Weinbrenner, das Wohnhaus des Chemikers und Universitätsprofessors Karl Weltzien. Angrenzend an das Karlstor steht das Erbgroßherzogliche Palais, welches heute als Hauptgebäude des Bundesgerichtshofs dient.

## Sonstiges
Insgesamt gab es neben dem Karlstor fünf weitere Stadttore, das Durlacher Tor, das Linkenheimer Tor, das Rüppurrer Tor, das Ettlinger Tor und das Mühlburger Tor. Keines der ehemaligen Stadttore besteht heute noch. Einzelne Teile der ehemaligen Tore sind in andere Gebäude integriert worden.